# Les Etchemins
Les Etchemins – regionalna gmina hrabstwa (MRC) w regionie administracyjnym Chaudière-Appalaches prowincji Quebec, w Kanadzie. Stolicą jest miejscowość Lac-Etchemin. Składa się z 13 gmin: 10 gmin (municipalités) i 3 parafii.
Les Etchemins ma 17 254 mieszkańców. Język francuski jest językiem ojczystym dla 99,1%, angielski dla 0,7% mieszkańców (2011).